# Український золотий хрест
Український Золотий Хрест (УЗХ; англ. Ukrainian Gold Cross) — громадсько-допомогова жіноча організація, заснована 1931 в США як жіночий відділ при Організації державного відродження України, з 1933 як Український Червоний Хрест, а з 1939 — під сучасною назвою.
УЗХ підтримував українську визвольну акцію на батьківщині, допомагав політичним в'язням і їх родинам на західно-українських землях та воєнним інвалідам і хворим учасникам визвольних змагань. 1938—39 УЗХ подавав матеріальну допомогу Карпатській Україні; з 1940 відкрив своє представництво в Швайцарії (керівник О. Нижанківський) для допомоги українським полоненим й інтернованим за другої світової війни. З 1967 під його керівництвом працює Комітет оборони і допомоги (КОД), що опікується політичними в'язнями й дисидентами та їхніми родинами в Україні. УЗХ влаштовує курси медичних сестер, дитячі садки, літні табори молоді, видає твори про визначних жінок. 
УЗХ входить до Світової федерації українських жіночих організацій і Генеральної федерації жіночих клубів. 
Відділи УЗХ є в більших осередках США (до 1939 їх було 60). 
Очолювали УЗХ: А. Середа, С. Галичий, А. Гладун, А. Левкут, П. Різник, М. Квітковська. 
Мав сторінку в журналі «Жіночий світ» у Канаді, а від 1975 неперіодичний «Бюлетень УЗХ» (редактор М. Повх).